# Dacus ficicola
Dacus ficicola är en tvåvingeart som beskrevs av Mario Bezzi 1915. Dacus ficicola ingår i släktet Dacus och familjen borrflugor. Inga underarter finns listade i Catalogue of Life.